# Henry Spencer (1er comte de Sunderland)
Henry Spencer, 1er comte de Sunderland, 3e baron Spencer de Wormleighton (23 novembre 1620 - 20 septembre 1643), connu sous le nom de Lord Spencer entre 1636 et juin 1643, est un pair anglais, et homme politique de la famille Spencer qui combat et meurt dans la Première révolution anglaise aux côtés des Cavaliers,.

## Biographie
Il est né à Althorp de William Spencer (2e baron Spencer) de Wormleighton et de Penelope Wriothesley, fille de Henry Wriothesley (3e comte de Southampton), et est baptisé le 23 novembre 1620 à l'église de Great Brington. Il fréquente le Magdalen College d'Oxford où il obtient une maîtrise ès arts le 31 août 1636. Il accède ensuite au titre de baron Spencer de son père plus tard cette année-là, le 19 décembre 1636.

## Famille

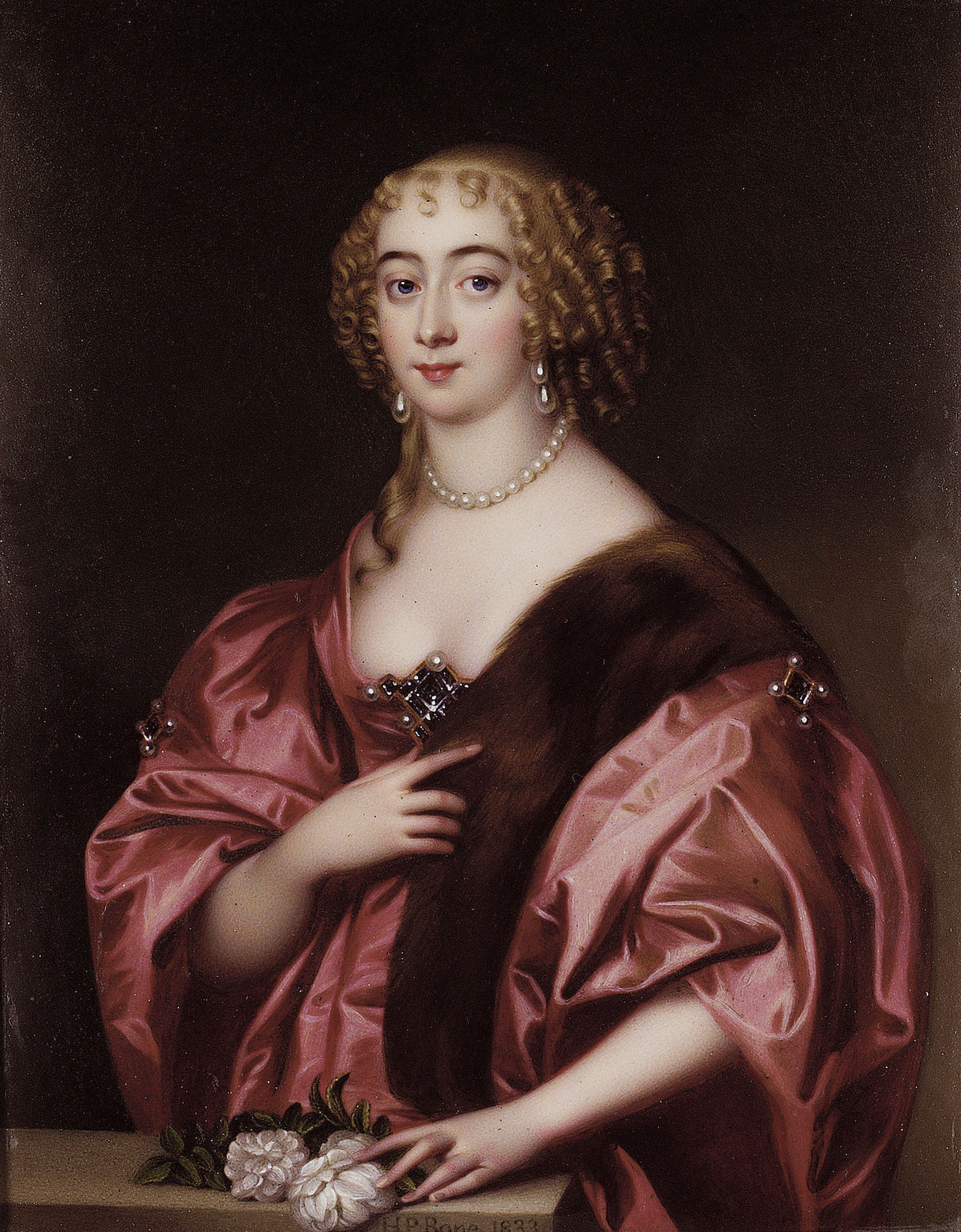
Dorothy Sydney (1617-1684) (Henry Pierce Bone)

Le 20 juillet 1639 à Penhurst, il épouse Dorothy Sidney, fille de Robert Sidney (2e comte de Leicester) à Penshurst Place. On croyait généralement qu'il s'agissait d'un mariage d'amour et avait reçu l'approbation chaleureuse de son beau-père: après la mort de Sunderland, son père avait consolé Dorothy en lui rappelant son heureux mariage, qu'il était heureux d'avoir contribué à faire naître. Sunderland et sa femme ont trois enfants:
- Dorothy Spencer (1640-1670), épouse George Savile (1er marquis d'Halifax)
- Robert Spencer (2e comte de Sunderland) (1641–1702)
- Penelope Spencer (c. 1642-1667), décédée non mariée.

Il est le 8e arrière grand-père paternel de Diana, princesse de Galles.

## Mort
Henry combat à la Bataille d'Edgehill en 1642 et est récompensé pour ses services le 8 juin 1643 en étant créé le 1er comte de Sunderland (bien que le titre lui coûte 3000 £). Il combat ensuite au siège de Gloucester en août 1643 et à la première bataille de Newbury le 20 septembre 1643, où il est tué, à 22 ans, par un boulet de canon Cokayne écrit qu '"il était, selon Clarendon, un seigneur d'une grande fortune, de tendres années ... et d'un jugement précoce; lui-même ce jour-là dans la troupe du roi un volontaire, avant qu'ils ne viennent pour charger a été emporté par une balle de canon. "" .